# بيلي كوك (لاعب كرة قدم)
بيلي كوك (بالإنجليزية: Billy Cook)‏ (26 يونيو 1940 في المملكة المتحدة - 2 يوليو 2017 في أستراليا) هو لاعب كرة قدم أسترالي في مركز الظهير. شارك مع منتخب أستراليا لكرة القدم. أما مع النوادي، فقد لعب مع نادي كيلمارنوك.

## وصلات خارجية
- بيلي كوك على موقع قاعدة بيانات كرة القدم.إي يو (الإنجليزية)
- بيلي كوك على موقع ناشيونال فوتبول تيمز (الإنجليزية)